# St. Margaretha (Seenheim)

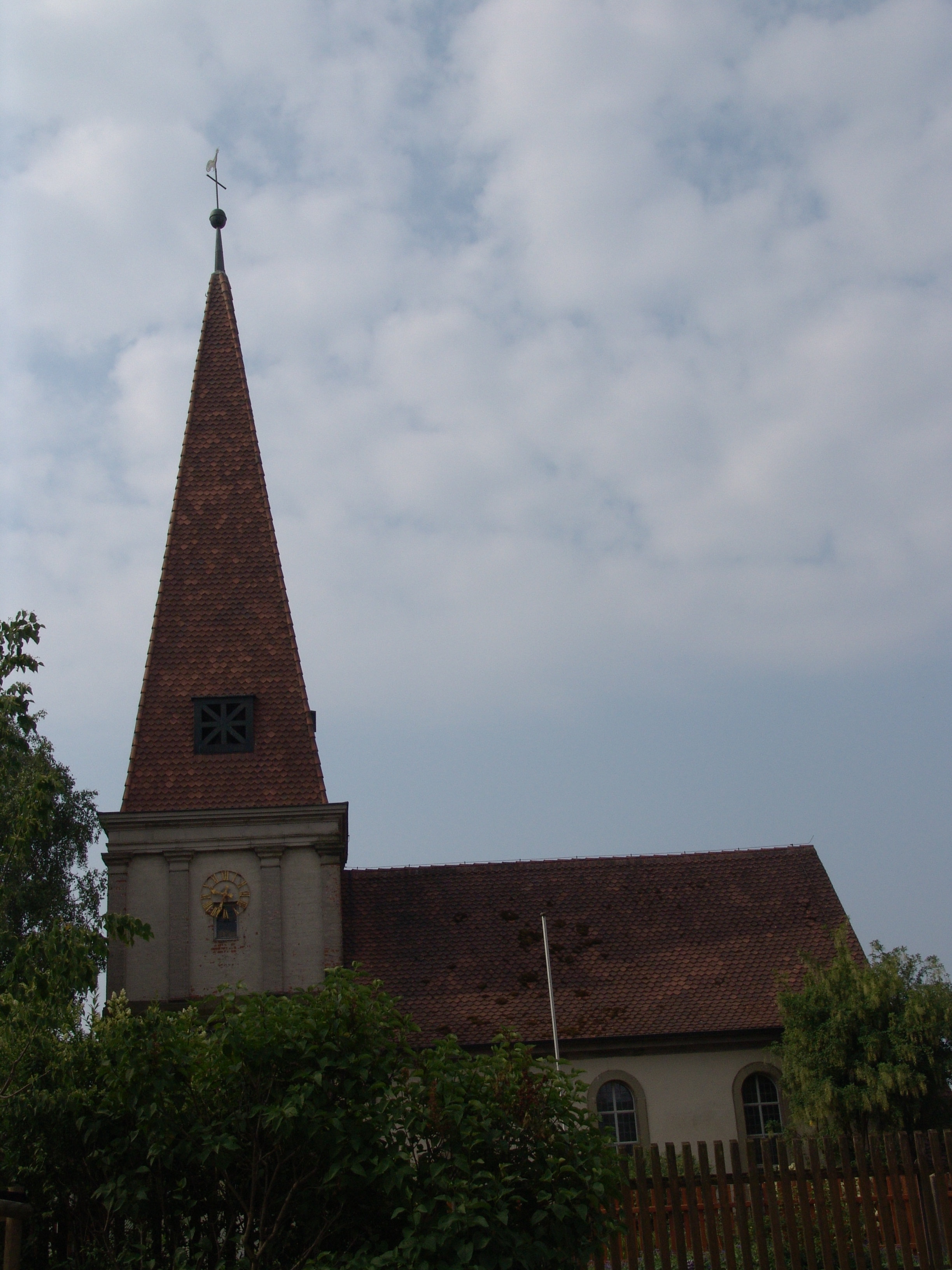
St. Margaretha (Seenheim)

Die denkmalgeschützte, evangelisch-lutherische Pfarrkirche St. Margaretha steht in Seenheim, einem Gemeindeteil der Gemeinde Ergersheim im Landkreis Neustadt an der Aisch-Bad Windsheim (Mittelfranken, Bayern).
Die Kirche ist unter der Denkmalnummer D-5-75-122-22 als Baudenkmal in der Bayerischen Denkmalliste eingetragen. Sie gehört zur Pfarrei Seenheim-Ermetzhofen im Dekanat Uffenheim im Kirchenkreis Ansbach-Würzburg der Evangelisch-Lutherischen Kirche in Bayern.

## Beschreibung
Die mittelalterliche Saalkirche mit dem Langhaus, das mit einem Satteldach bedeckt ist, und dem Chorturm im Osten, der mit Pilastern gegliedert und mit einem spitzen Pyramidendach bedeckt ist, wurde 1725–28 umgebaut. Sie wurde 1870 umgestaltet.